# León Genuth
León Genuth Hejt (ur. 5 sierpnia 1931 w Paranie, zm. 10 marca 2022) – argentyński zapaśnik walczący w stylu wolnym. Olimpijczyk z Helsinek 1952, gdzie zajął szóste miejsce w kategorii do 79 kg.
Złoty medalista igrzysk panamerykańskich w 1951 i 1955. Trzeci na olimpiadzie machabejskiej w 1961  roku.

## Letnie Igrzyska Olimpijskie 1952
| Konkurencja      | Rundy eliminacyjne   | Rundy eliminacyjne      | Rundy eliminacyjne         | Rundy eliminacyjne   | Klas. końcowa |
| Konkurencja      | Przeciwnik I         | Przeciwnik II           | Przeciwnik III             | Przeciwnik IV        | Miejsce       |
| ---------------- | -------------------- | ----------------------- | -------------------------- | -------------------- | ------------- |
| 79 kg styl wolny | Veikko Lahti (FIN) Z | Adalberto Lepri (ITA) Z | Gholam Reza Tachti (IRI) P | Gustav Gocke (FRG) P | 6.            |